# Ladîn, Liuboml
Ladîn (în ucraineană Лади́нь) este localitatea de reședință a comunei Ladîn din raionul Liuboml, regiunea Volînia, Ucraina.

## Demografie
Componența lingvistică a localității Ladîn
     Ucraineană (97,71%)
     Rusă (2,29%)
Conform recensământului din 2001, majoritatea populației localității Ladîn era vorbitoare de ucraineană (97,71%), existând în minoritate și vorbitori de rusă (2,29%).